# Maro lehtineni
Maro lehtineni là một loài nhện trong họ Linyphiidae.
Loài này thuộc chi Maro. Maro lehtineni được Michael Ilmari Saaristo miêu tả năm 1971.